# تورط الولايات المتحدة في ثورة 17 فبراير
تألف تورط الولايات المتحدة في ثورة 17 فبراير (في البداية) من المبادرات الدبلوماسية والعقوبات، يليها تنفيذ منطقة حظر الطيران بتفويض من الأمم المتحدة ثم تطوير العلاقات الدبلوماسية مع المتظاهرين فضلاً عن المساعدات الإنسانية وحملات التفجير لتدمير القدرات العسكرية للقذافي وتقديم المساعدات العسكرية للمتظاهرين.
في مارس 2011، أسقطت خمس قاذفات تابعة لـالقوات الجوية الأمريكية (ثلاثة من طراز بي 2 سبيرت واثنتان من طراز بي-1 لانسر) قنابل على 100 هدف على الأقل في ليبيا.
وفي يونيو 2011، قتلت القاذفات الأمريكية تسعة مدنيين في ليبيا، من بينهم طفلان صغيران.

## تطوير العلاقات الأمريكية معالمجلس الوطني الانتقالي
في 10 مارس 2011، التقت وزيرة الخارجية هيلاري كلينتون بقادة المعارضة المناوئة للقذافي خلال زيارتها لمصر وتونس. وبعد اللقاء بين كلينتون وممثلي المجلس، قرر الاتحاد الأوروبي والولايات المتحدة التحدث إلى المجلس دون الاعتراف به رسميًا، وذلك للحصول على مزيد من المعلومات عن المجموعة وأهدافها. وفي 17 مارس، قبل تصويت الأمم المتحدة على فرض منطقة حظر الطيران، أكد وكيل وزارة الخارجية وليام بيرنز على دعم الولايات المتحدة لفرض منطقة حظر الطيران، وكذلك اتخاذ تدابير أشد لتقييد القذافي، وهي أن الولايات المتحدة تبحث نقل أصول القذافي المجمدة إلى المتظاهرين وأن المجلس الوطني الانتقالي قد يفتح سفارة له في واشنطن. وفي 29 مارس، أكدت الولايات المتحدة في مؤتمر عُقد في لندن أنها سترسل ممثلاً رسميًا إلى بنغازي. وفي أواخر أبريل، قال السفير جين كريتز أن الولايات المتحدة مستمرة في النظر في مسألة الاعتراف الرسمي بالمجلس، ولكن في غضون ذلك، تُقدم الولايات المتحدة دعمًا قويًا غير رسمي يشمل الإعلان عن عقد صفقات النفط الدولية مع الثوار المسيطرين على شرق ليبيا. وفي 13 مايو 2011، قال مستشار الأمن القومي الأمريكي توم دونيلون أن حكومته اعترفت بالمجلس الوطني الانتقالي باعتباره «محاورًا شرعيًا وموثوقًا لدى الشعب الليبي» بعد لقائه برئيس الوزراء محمود جبريل. وقال الناطق باسم البيت الأبيض جاي كارني أن الولايات المتحدة لم تقرر بعد الاعتراف الكامل بالمجلس على أنه الهيئة الشرعية الوحيدة الممثلة لليبيا. وفي 24 مايو، فتح المجلس الوطني الانتقالي مكتبًا دبلوماسيًا رسميًا في واشنطن العاصمة. (كان للولايات المتحدة مكتب بالفعل في بنغازي بمبعوث رسمي لمدة شهرين تقريبًا). وفي 9 يونيو، قالت كلينتون: «إن الولايات المتحدة ترى المجلس الوطني الانتقالي على أنه المحاور الشرعي للشعب الليبي خلال هذه الفترة الانتقالية»، ولكن واشنطن وبنغازي أشارتا إلى أن الولايات المتحدة لم تصل لنفس درجة الاعتراف الرسمي بالمجلس مثل فرنسا وعدة بلدان أخرى. وفي 15 يوليو، قالت كلينتون، في مؤتمر دولي حول ليبيا عُقد في تركيا، أن الولايات المتحدة قررت الاعتراف رسميًا بالمجلس الوطني الانتقالي باعتباره «السلطة الشرعية» للبلاد، وهو ما سمح للولايات المتحدة بتحويل أكثر من 30 مليار دولار من أموال نظام القذافي المجمدة في الولايات المتحدة إلى المجلس الوطني الانتقالي.